# Múscul flexor comú profund dels dits
El múscul flexor comú profund dels dits o múscul flexor profund dels dits de la mà (musculus flexor digitorum profundus), és un múscul situat a la cara anterior de l'avantbraç.
Els seus 4 tendons passen pel túnel carpià. És l'únic flexor de l'articulació interfalàngica distal.
Pot fer molta força; per exemple, els escaladors, que poden aixecar tot el cos.

## Innervació
Rep innervació del nervi medià i del nervi cubital:
- Nervi medià: Part del múscul que actua sobre el 2n i 3r dits.
- Nervi cubital: Part del múscul que actua sobre el 4t i 5è dits.

## Imatges

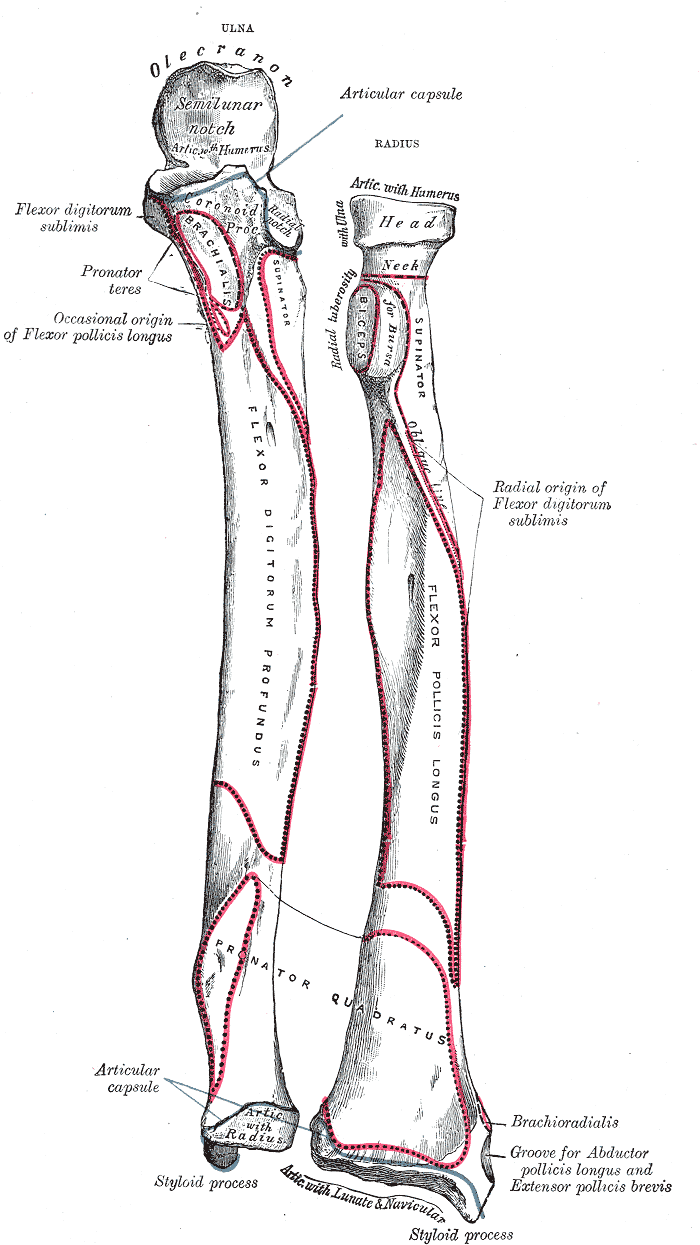
Ossos de l'avantbraç esquerre. Cara anterior.
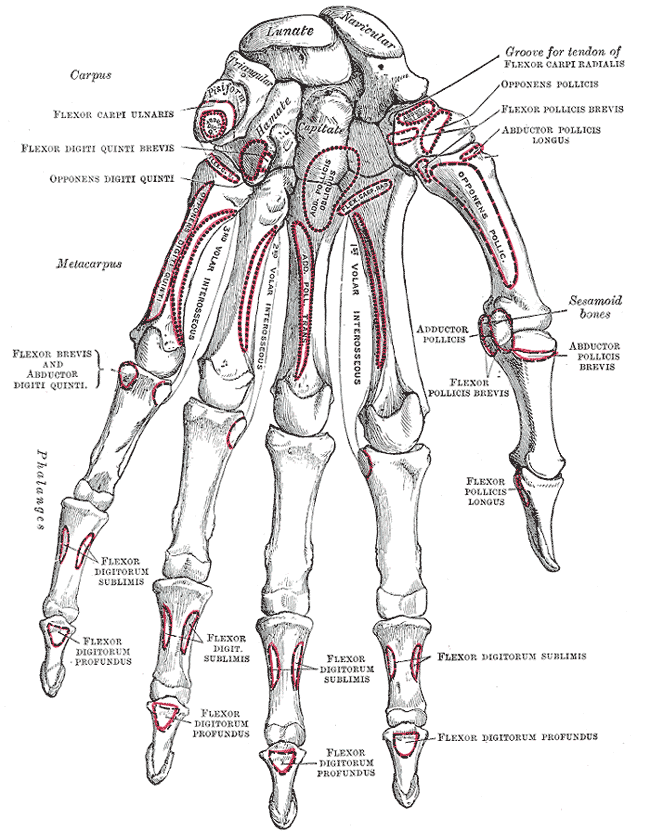
Ossos de la mà esquerra. Superfície palmar.
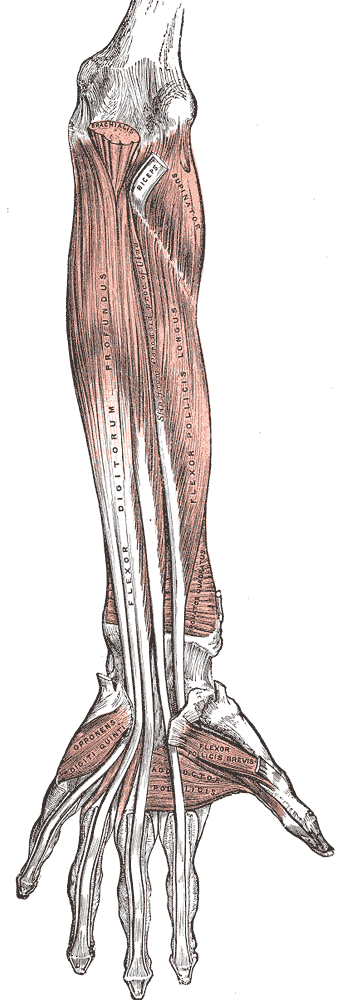
Vista anterior de l'avantbraç esquerre. Músculs profunds.
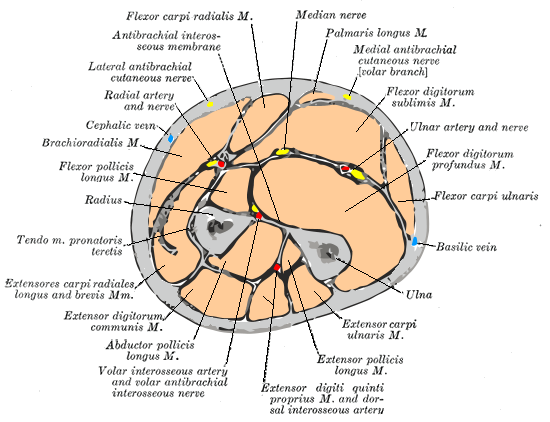
Secció transversal de la part mitjana de l'avantbraç.
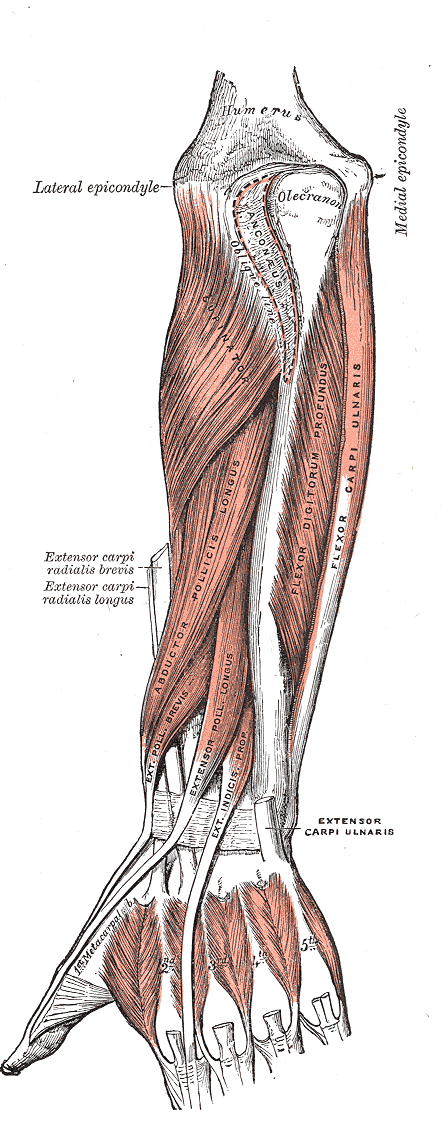
Superfície posterior de l'avantbraç. Músculs profunds.
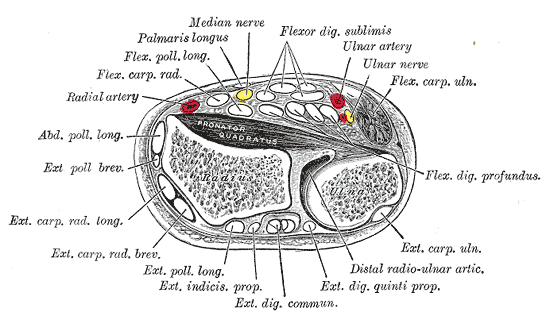
Secció transversal a través dels extrems distals del radi i el cúbit.
Secció transversal a nivell del canell i els dits.
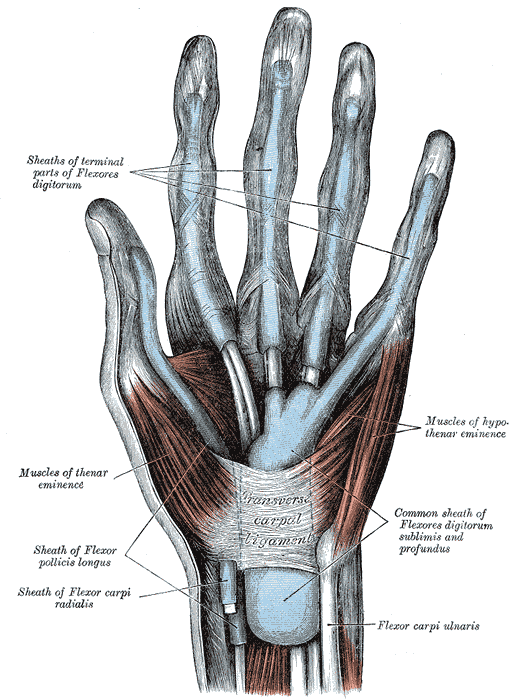
Beines mucoses dels tendons en la part frontal del canell i els dits.
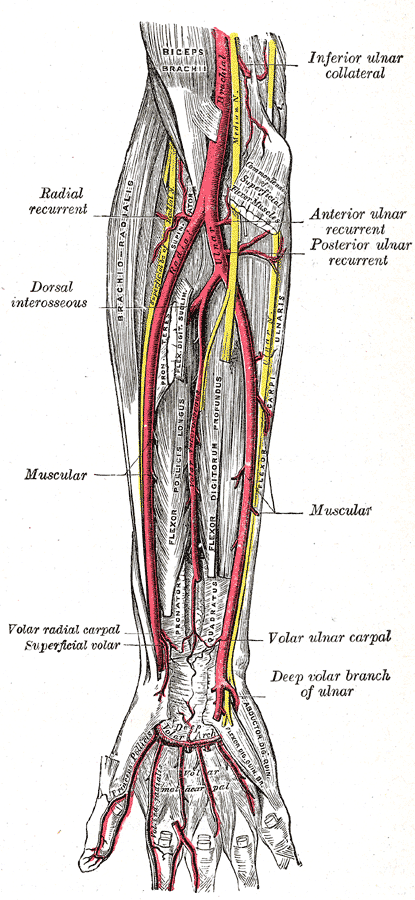
Artèries cubital i radial. Vista profunda.
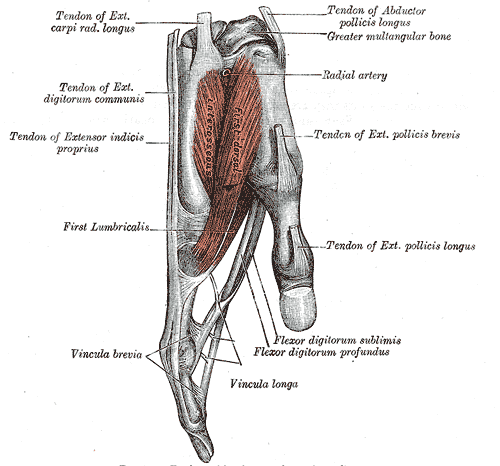
Els tendons dels dits. Apareix assenyalat el múscul flexor comú profund dels dits.
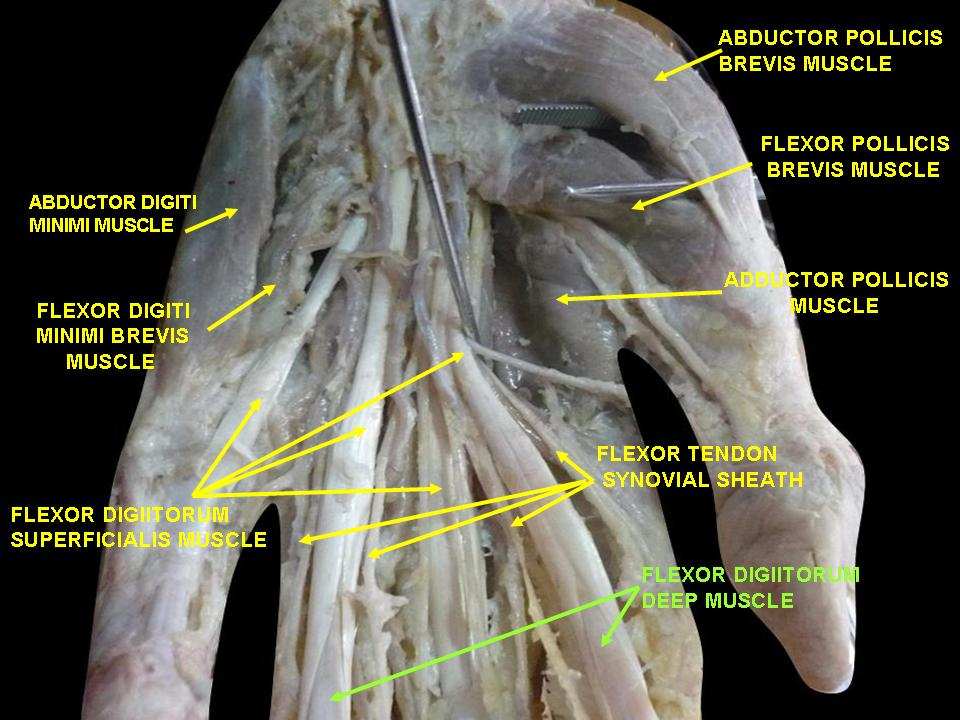
Múscul flexor comú profund dels dits.
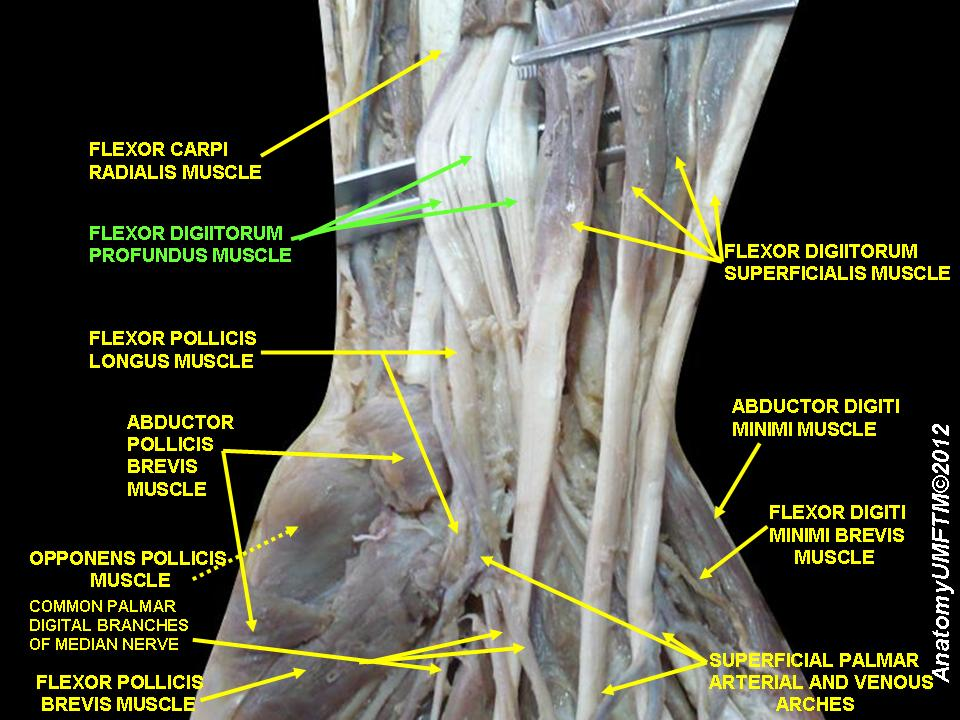
Múscul flexor comú profund dels dits.